# André Beauneveu
André Beauneveu (Valenciennes, 1335 – Bourges, 1400) è stato un pittore, scultore e miniatore francese, il suo stile seguì la tradizione gotica, la corrente realistica del suo contemporaneo Claus Sluter, dando il suo apporto all'indirizzo pittorico franco-fiammingo della corte di Borgogna.

## Biografia

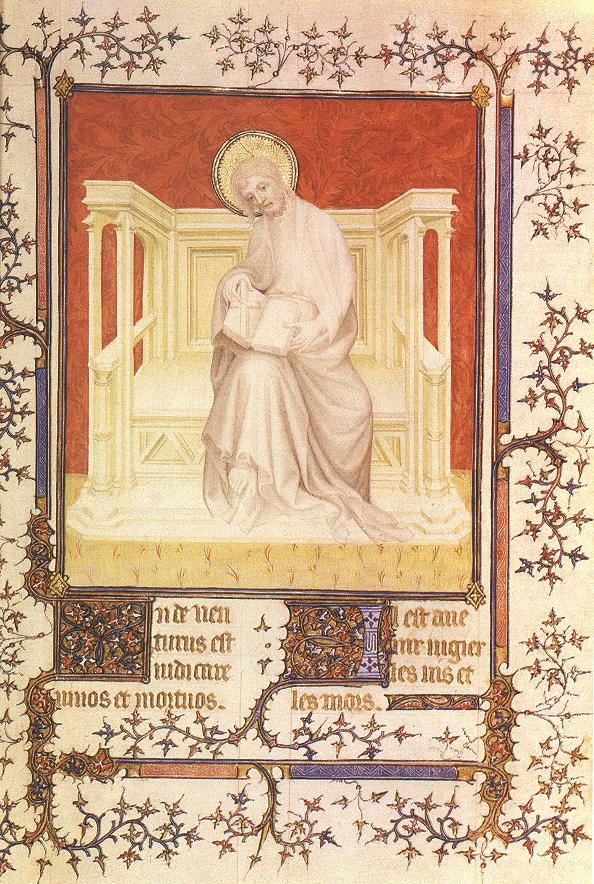
Salterio del duca di Berry: san Filippo (prima del 1402)

André Beauneveu fu uno scultore, pittore e miniatore francese, attivo nella seconda metà del XIV secolo.
La vastità e la varietà della sua attività artistica sono attestate da numerosi documenti, ma la maggior parte delle sue opere è andata perduta.
Le prime notizie riguardanti Beauneveu provengono da Valenciennes e risalgono al 1363-1364, anche se già nel 1360 operò per Yolande de Cassel nel castello di La Motte-en-Bois a Nieppe, e l'anno seguente assieme a Jean de Beaumetz, il futuro pittore di corte, per la Halle des Jurées di Valenciennes.
Tra il 1363 e il 1364 André Beauneveu venne pagato per lavori di miglioria alla piccola torre dell'Hôtel de Ville di Valenciennes. Il 25 ottobre del 1364 si recò a Parigi, dove Carlo V di Francia, lo incaricò di dirigere l'esecuzione di quattro tombe nella chiesa abbaziale di Saint-Denis, tra le quali la sua e quella di Jeanne de Bourgogne, attualmente irrintracciabili anche se restano i disegni del XVII secolo a documentarle, invece sono ancora conservate tre statue che rivelano un forte realismo presente nei volti che sembra voler trasmettere all'osservatore una regale familiarità del sovrano verso i sudditi, inoltre la severità d'impostazione già va inclinando ad una ricerca di grazia e di delicatezza a cui tanto apporto diede la corte di Francia.

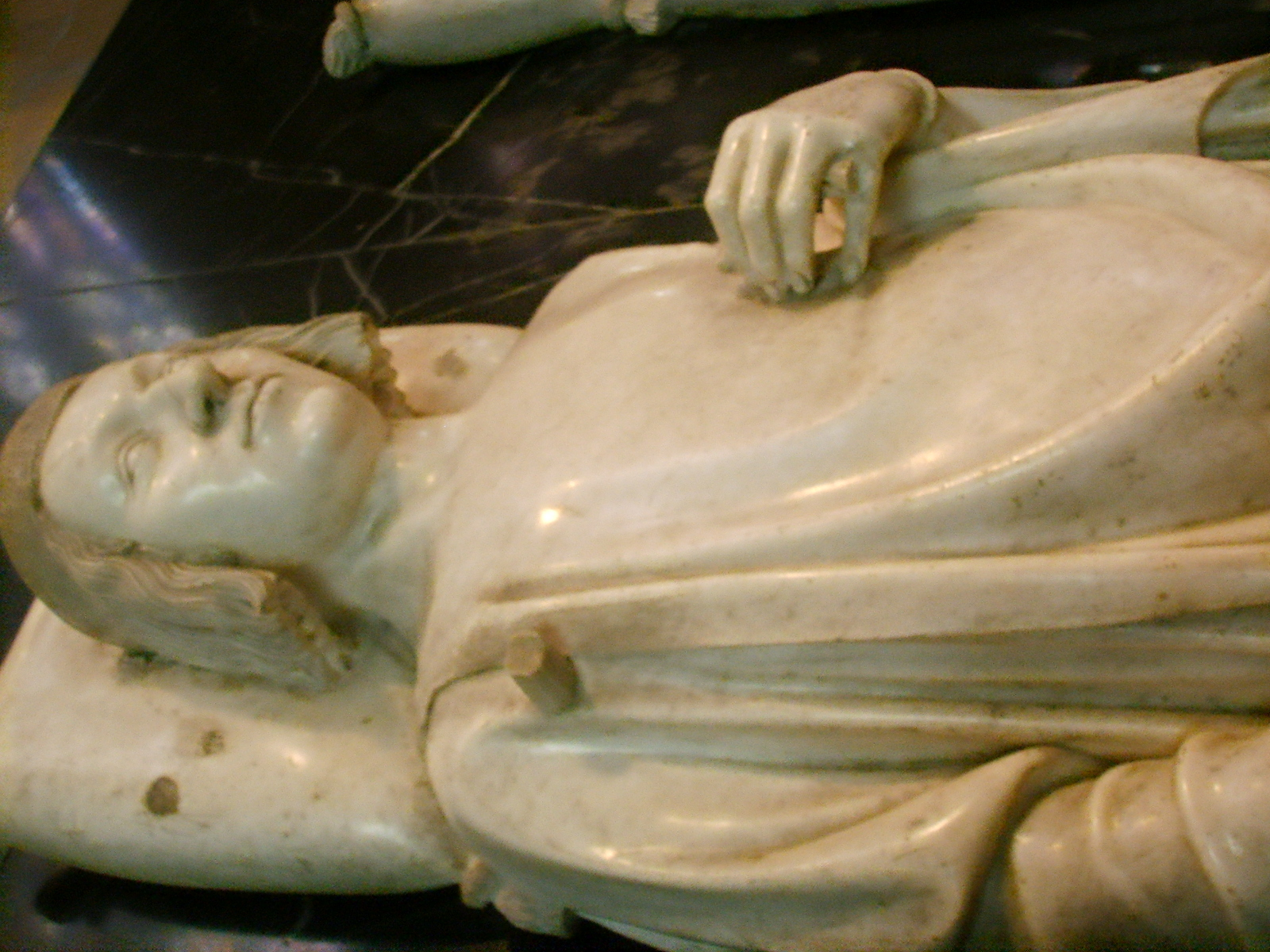
La statua della tomba di Carlo V a Saint-Denis

Dal 1366 al 1370 soggiornò in Inghilterra, dove realizzò la statuetta di Giovanna di Lancaster sulla tomba della regina d'Inghilterra, Filippa di Hainaut, nell'abbazia di Westminster.

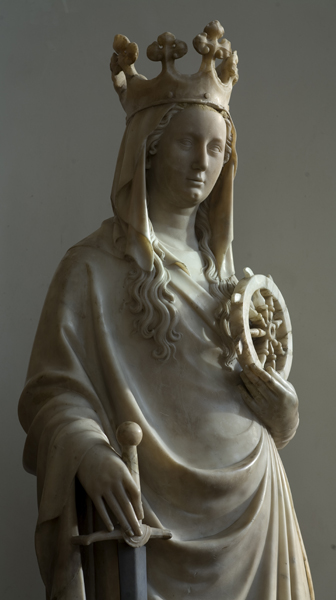
Santa Caterina (Kortijk)

A Beauneveu sono attribuite una statua della Vergine per la torre di Ypres e una Santa Caterina per la cappella omonima di Notre-Dame a Courtrai, anch'esse realistiche, con un panneggio sviluppato verso esiti più pittorici.
Nel 1384 iniziò a lavorare il primo dei ventinove anni per il duca Giovanni di Valois a Bourges, principalmente nel ruolo di scultore. Gli vengono attribuite alcune statue a grandezza naturale già sulla facciata della Sainte-Chapelle di Bourges, e cinque piccole figure di profeti provenienti dall'interno della stessa cappella, oltre che un gruppo con la Vergine in trono e angeli, sempre per la stessa Sainte-Chapelle.
Oltre che a Bourges, Beauneveu risiedette anche nel soggiorno preferito dal duca, il castello di Mehun-sur-Yèvre, alla cui costruzione e abbellimento diede il suo contributo.
L'unica opera documentata compiuta da Beauneveu per il duca è la famosa serie di profeti e apostoli miniati nel Salterio del duca di Berry, (Biblioteca nazionale di Francia) databile intorno al 1386, anche se per alcuni storici dell'arte non tutta l'intera serie dei ventiquattro profeti e apostoli è stata eseguita da Beauneveu per varie differenze stilistiche, invece per altri esperti i mutamenti possono essere dovuti ad uno sviluppo artistico dello stesso Beauneveu.
L'aspetto più peculiare del salterio è l'impiego della tecnica a grisaille, con le figure di profeti e apostoli grigio perla inseriti su fondi cromatici delicati.
Un'altra attribuzione è il doppio foglio di un altro importante manoscritto, le Très Belles Heures del duca di Berry, raffigurante il duca, accompagnato dai santi Andrea e Giovanni Battista, e la Vergine in trono con il Bambino, per la somiglianza stilistica con il Salterio e la tecnica a grisaille.
A Beauneveu è stato talora attribuito un disegno a penna con la Morte, Assunzione e Incoronazione della Vergine.
Infine, proprio in una vetrata della Sainte-Chapelle di Bourges con profeti e apostoli, dipinta in squisita grisaille e colori, si è voluto riconoscere il diretto influsso di André Beauneveu.
André Beauneveu ebbe un ruolo fondamentale dando il suo apporto all'indirizzo pittorico franco-fiammingo, che fu il principale merito della corte di Borgogna.